# القاسم بن الرشيد
القاسم بن هارون الرشيد (173-208هـ/790-823م) أحد أبناء هارون الرشيد. توفى في خلافة المأمون عن خمس وثلاثين سنة. كان الرشيد قد أخذ له البيعة بعد ولديه الأمين والمأمون وولاه الجزيرة والثغور والعواصم سنة 187 هـ، ولقبه المؤتمن، وكان يومئذ فتى في حجر عبد الملك بن صالح، وجعل خلعه أو إثباته إلى المأمون. ولما شب القاسم أغزاه الرشيد أرض الروم سنة 187 هـ، ولما توفي والده وولي الأمين عزله عن الجزيرة وأقره على قنسرين والعواصم سنة 193 هـ، ولما اشتدت الفتنة بين الأمين والمأمون سار القاسم إلى المأمون بخراسان، فوجهه إلى جرجان وأعلن خلعه من ولاية العهد بعد قتل الأمين، وتوفي ببغداد سنة 208 هـ/823 م.